# Диаспора крымских татар
Крымскотатарская диаспора — крымские татары, проживающие за пределами Крымского региона. История этой диаспоры началась после аннексии Крымского ханства Российской империей в 1783 году, после чего крымские татары эмигрировали несколькими волнами в 1783—1917 годах.
Диаспора пополнялась в значительной степени за счёт татар, чьё социальное и экономическое положение было разрушено вследствие российской колонизационной политики. В 1944 году все крымские татары были депортированы из Крыма в Среднюю Азию. Однако это население считается скорее принудительно переселённым сообществом, чем диаспорой.

## Диаспора в Османской империи
В Османской империи постоянно находились представители татарской знати в связи с тесными связями между двумя государствами. Османская провинция Буджак с центром в Бендерах находилась в вассальной зависимости от Гераев. В XIV—XV веках османы колонизировали Добруджу, где жили крымские татары из Буджака. Между 1593 и 1595 годом крымские татары были переселены в Добруджу. Часть татар уехала в Грецию и Османскую империю.
Однако первая крымскотатарская эмиграция была спровоцирована русскими после присоединения Крыма. Крымскотатарский правящий класс (мирзы) и муллы искали убежища на Северном Кавказе, опасаясь преследований. Их число составило около 8 тыс. Однако они не разрывали своих связей с Крымом. Надежды, что Герай вернется с Кавказа после «освобождения» Крыма, теплились до самого завоевания Северного Кавказа русскими в 1859 году. В 1877—1878 годах крымские татары с Северного Кавказа вместе с черкесами и чеченцами были высланы российскими властями в Анатолию. Ссыльные мусульмане Северного Кавказа составляли около миллиона.
После присоединения Крыма 4 тыс. татар бежали к османской крепости Озу (Очаков), а оттуда в Буджак, вассала Гиреев. С завоеванием Бессарабии российской империей в 1812 году все татары эмигрировали на юг в провинцию Добруджа.
Крымские татары эмигрировали в Османскую империю, где их приветствовали как братьев-мусульман. Территорию Османской империи крымскотатарские эмигранты называли «aqtopraq» («белая земля» или «земля справедливости»), поскольку они считали эмиграцию «хиджрой», подобно временному отступлению Мухаммада в Медину под давлением врагов ислама. Волна беглых крымских татар восстановилась после Крымской войны (1854—1856), а российское правительство относилось к ним как к внутренней угрозе безопасности из-за их исторических отношений с Османской империей — традиционным врагом России в XIX веке.
Большинство крымскотатарских эмигрантов поселилось в Добрудже на Балканах под османской властью, но некоторые из них были направлены в разные части Анатолии, где значительное число крымских татар погибло в связи с изменением климатических условий и эпидемиями.
Хотя среди переселенцев были крымские татары, которые эмигрировали из горных, прибрежных и городских районов Крыма, большинство из них составляли выходцы из крымских степей, которые жили в основном в закрытых сельских общинах. Согласно древней крымскотатарской традиции брак между родственниками (например, между двоюродными братьями и сестрами) даже очень далекими всегда строго запрещался в отличие от местного населения Анатолии. Они сумели сохранить свою этническую идентичность и язык почти нетронутыми до 70-х годов XX века. Крымскотатарская идентичность диаспоры сформировалась в течение этого периода преимущественно на основе устной культурной традиции, обогащенной преданиям, песнями, поэзией, легендами о потере родины и беде эмиграции.

## Конец Османской империи и создание современной Турции
С упадком Османской империи в последней четверти XIX века большинство крымских татар из Добруджи мигрировали в Анатолию. Впоследствии миграция происходила в пределах Анатолии. Эта модель миграции способствовала разрыву родственных связей и, следовательно, связи с родиной, а также смешению разных субэтносов крымских татар.
Крымские татары приняли участие в развитии новой Турецкой республики, а также в формировании турецкой идентичности. Так, например, немалый вклад в ее создание внес крымскотатарский просветитель Исмаил Гаспринский и эмигрировавшие в Турцию в начале XX в. его сподвижники Юсуф Акчурин и др.
Небольшое количество крымскотатарских беженцев из СССР пополнили диаспору в Турции после Второй мировой войны, другая часть мигрировала в Турцию из Румынии и Болгарии после установления там коммунистического режима.
Население крымскотатарского происхождения в Турции составляет приблизительно от 500 тыс до 5 млн человек. Здесь действует несколько этнических объединений. В то же время большая часть данного населения считает себя не крымскими татарами, а турками крымского происхождения.

## Депортация 1944 года
18 мая 1944 года НКВД по решению Государственного комитета обороны депортировал крымских татар из Крыма в Центральную Азию, а также в Сибирь и на Урал.
В 1989 году депортация (крымскотат. сюргюнлик) была осуждена Верховным Советом СССР и признана незаконной и преступной. После этого почти 300 тыс. татар смогли вернуться в Крым из мест депортации. Еще около 270 тыс. крымских татар остаются в Узбекистане и других частях бывшего Советского Союза.

## Диаспора в Восточной Европе и мире
Крымскотатарская диаспора в Румынии согласно переписи 2002 года составляет 24 тыс. лиц. Однако лишь после свержения коммунистического режима крымские татары пережили национальное возрождение и обновление связей с родиной и крымскотатарскими общинами других государств, особенно в Турции.
Крымскотатарская диаспора в Болгарии насчитывает несколько тысяч человек. В последнее время началось налаживание сотрудничества с общинами за рубежом, и особенно с репатриированными крымскими татарами.
Крымские татары в США — самая большая диаспора в Западном полушарии, состоящий из переселенцев из Крыма, Румынии, Болгарии и Греции.